# ガードナー・ドゾワ
ガードナー・ドゾワ（英: Gardner Dozois、1947年7月23日 - 2018年5月27日）は、アメリカのSF作家であり編集者。1984年から2004年までアシモフズ・サイエンス・フィクション誌の編集者であった。

## 概要
作家としてのドゾワは主に短編を書いており、ネビュラ賞短編小説部門を2回受賞している（1983年の「調停者」と1984年の「モーニング・チャイルド」）。長編作品は少なく、『異星の人』（1978年）の他には、ジョージ・アレック・エフィンジャーとの共著（Nightmare Blue、1977年）とG・R・R・マーティンおよび Daniel Abraham との共著（Shadow Twin、2005年と 『ハンターズ・ラン』（Hunter's Run）、2008年）があるだけである。アシモフズ誌の編集者となってからは作品が少なくなったが、最近では再び作家業に専念するようになっている。2007年の中編小説 "Counterfactual" はサイドワイズ賞を受賞した。また、ローカス誌でも短編小説のレビューを書く約束をしている。
ドゾワはむしろ編集者としての方が有名で、1988年から編集者として引退する2004年まで、ほぼ毎年ヒューゴー賞の最優秀編集者賞を受賞していた。また、サイエンス・フィクションのサブジャンルの一つを指すサイバーパンクという用語の考案者でもある。
短編小説のアンソロジーの編集でもよく知られている。アシモフズ誌を辞めた後も、1984年から始めた年間ベストSFアンソロジーの編集は続けている。また、ジャック・ダンと共同編集で各種テーマ別のアンソロジーも長く続けている。
ドゾワは特に冒険SFやスペースオペラを好み、"center-core SF" と呼んでいる。
ドゾワはマサチューセッツ州セイラムで育ったが、あまりに田舎風の町だったため小説を読むようになったと後に語っている。SFコミュニティで活動を始めたのは、アメリカ陸軍での兵役を終えてからのことであった。現在は、フィラデルフィア在住。
2004年、フィラデルフィア・フィリーズの試合観戦後に交通事故に巻き込まれ怪我を負った（このため、長年参加していたワールドコンに出席できなかった）。その後は完全に回復。2007年7月6日、冠動脈バイパス術を受けた。一週間後には、除細動器を埋め込む追加の手術を受けている。
2018年5月27日、フィラデルフィアで亡くなった。70歳没。

## 主な日本語訳作品
- 「特別な朝」"A Special Kind of Morning" (1971)
- 「海の鎖」"Chains of the Sea" (1971)
- 『異星の人』Strangers (1978)
- 「調停者」"The Peacemaker" (1983) - ネビュラ賞受賞
- 「モーニング・チャイルド」"Morning Child" (1984) - ネビュラ賞受賞
- 「影たちがやってくる夜」"A Knight of Ghosts and Shadows" (1999)
- 『ハンターズ・ラン』ジョージ・R.R.マーティン, ダニエル・エイブラハムとの共著　Hunter's Run、2008
- 「海の鎖」アンソロジー『海の鎖』（伊藤典夫編）に収録

## アンソロジー
多数のアンソロジーを編集しているが、ここでは日本語訳のあるものを挙げる。
- 『魔法の猫』Magicats! (1987) ジャック・ダンと共編
- 『幻想の犬たち』Dogtales! (1988) ジャック・ダンと共編
- 『不思議な猫たち』Magicats II (1991) ジャック・ダンと共編
- 『ハッカー/13の事件』Hackers (1996) ジャック・ダンと共編